# Championnat de Hong Kong de football 1973-1974
Navigation
Saison précédente Saison suivante
La saison 1973-1974 du Championnat de Hong Kong de football est la vingt-neuvième édition de la première division à Hong Kong, la First Division League. Elle regroupe, sous forme d'une poule unique, les quatorze meilleures équipes du pays qui se rencontrent deux fois, à domicile et à l'extérieur. En fin de saison, pour permettre le passage du championnat de 14 à 12 clubs sur deux saisons, les trois derniers du classement sont relégués et remplacés par les deux meilleurs clubs de Second Division League, la deuxième division hongkongaise.
C'est le club de South China AA qui remporte le championnat cette saison après avoir terminé en tête du classement final, avec deux points d'avance sur le tenant du titre, Seiko SA et cinq sur Caroline Hill FC. C'est le seizième titre de champion de Hong Kong de l'histoire du club. 

## Clubs participants
- Seiko SA
- Mackinnons FC
- Hong Kong FC - Promu de D2
- South China AA
- Eastern AA
- Fire Services FC
- Happy Valley AA
- Tung Sing FC
- Kwong Wah AA - Promu de D2
- Yuen Long SA
- Hong Kong Telephone FC
- Hong Kong Rangers
- Hong Kong Police FC
- Caroline Hill FC

## Compétition
Le barème de points servant à établir les classements se décompose ainsi :
- Victoire : 2 points
- Match nul : 1 point
- Défaite : 0 point

### Classement
| Rang | Équipe                 | Pts | J  | G  | N | P  | Bp | Bc | Diff |
| ---- | ---------------------- | --- | -- | -- | - | -- | -- | -- | ---- |
| 1    | South China AA         | 40  | 26 | 18 | 4 | 4  | 61 | 23 | +38  |
| 2    | Seiko SAT              | 38  | 26 | 17 | 4 | 5  | 75 | 36 | +39  |
| 3    | Caroline Hill FC       | 35  | 26 | 15 | 5 | 6  | 43 | 21 | +22  |
| 4    | Tung Sing FC           | 33  | 26 | 13 | 7 | 6  | 44 | 30 | +14  |
| 5    | Happy Valley AA        | 32  | 26 | 13 | 6 | 7  | 59 | 25 | +34  |
| 6    | Hong Kong Rangers      | 31  | 26 | 13 | 5 | 8  | 46 | 23 | +23  |
| 7    | Fire Services FC       | 31  | 26 | 12 | 7 | 7  | 44 | 26 | +18  |
| 8    | Kwong Wah AAP          | 28  | 26 | 12 | 4 | 10 | 38 | 31 | +7   |
| 9    | Eastern AA             | 27  | 26 | 11 | 5 | 10 | 32 | 34 | -2   |
| 10   | Yuen Long SA           | 24  | 26 | 9  | 6 | 11 | 32 | 34 | -2   |
| 11   | Mackinnons FC          | 18  | 26 | 5  | 8 | 13 | 20 | 36 | -16  |
| 12   | Hong Kong Telephone FC | 15  | 26 | 4  | 7 | 17 | 20 | 50 | -30  |
| 13   | Hong Kong Police FC    | 6   | 26 | 2  | 2 | 22 | 15 | 85 | -70  |
| 14   | Hong Kong FCP          | 6   | 26 | 2  | 2 | 22 | 19 | 94 | -75  |

|  | Champion de Hong Kong 1974              |
|  | Relégation directe en deuxième division |
|  | T : Tenant du titre P : Promu de D2     |

- Fire Services FC décide de se retirer du championnat à l'issue de la saison.

## Bilan de la saison
| Championnat de Hong Kong de football 1973-1974 |                            |
| Champion                                       | South China AA (16e titre) |
| Coupes et trophées                             |                            |
| Vainqueur de la Coupe de Hong Kong 1973-1974   | Non disputée               |
| Promotions et relégations                      |                            |
| Promus en First Division League                | Jardines SA                |
| Promus en First Division League                | Urban Services FC          |
| Relégués en Second Division League             | Fire Services FC (retrait) |
| Relégués en Second Division League             | Hong Kong Police FC        |
| Relégués en Second Division League             | Hong Kong FC               |